# Castrum Ad Octavum
Le site archéologique du castrum Ad Octavum (en serbe cyrillique : Утврђење Ad Осtаvum ; en serbe latin : Utvrđenje Ad Octavum) est situé sur le territoire de la Ville de Belgrade, en Serbie, dans la municipalité de Palilua et sur le territoire de la localité de Višnjica. Il remonte à l'Empire byzantin. En raison de son importance, il figure sur la liste des sites archéologiques protégés de la République de Serbie et sur celle des biens culturels de la Ville de Belgrade.

## Présentation
Le site est constitué des fortifications du castrum « Ad octavum » et des nécropoles situées à proximité immédiate. Les fortifications datent de l'Empire byzantin et ont été construites au VIe siècle, sur l'ordre de l'empereur Justinien. Ces fortifications forment un rectangle de 180 mètres sur 100 et sont entourées d'un rempart de 5 m d'épaisseur, constitué de dalles extraites des carrières locales.
De nombreux fragments de briques et de tuiles ont été retrouvés sur le site, ainsi que des vestiges à peine visibles de maisons à usage résidentiel, le tout confirmant la solidité de cette partie du limes, construit pour protéger le territoire byzantin des tribus barbares établies sur la rive gauche du Danube. Le nom du village est dû au fait qu'il se trouvait « à huit milles » de Singidunum (Belgrade).
Les nécropoles se situent à l'ouest des fortifications ; les morts y sont enterrés dans des tombes en briques ou dans la terre. On y a retrouvé des objets en verre, des céramiques, des bijoux de valeur modeste, des ornements en bronze pour les vêtements et des outils.
Dans l'ensemble du site ont été mis au jour des vestiges allant de l'époque romaine jusqu'au Moyen Âge, ce qui atteste d'une relativement longue occupation des lieux.